# Uniforme des grenadiers à pied de la Garde impériale

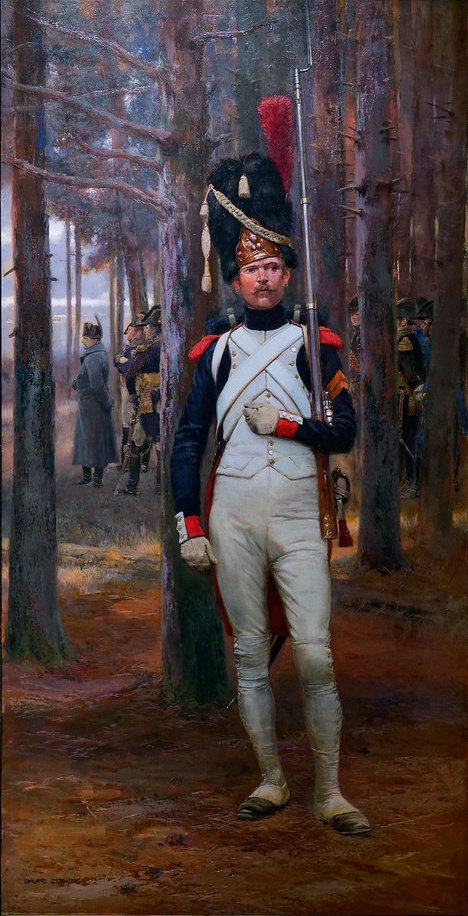
Grenadier à pied en faction peint par Édouard Detaille.

L'uniforme des grenadiers à pied est le costume militaire et réglementaire porté par les grenadiers à pied de la Garde impériale. C'est un des uniformes représentatifs de l'armée napoléonienne, qui caractérise l'apparence des « grognards » de la Vieille Garde.

## Équipements de l'uniforme

### Coiffure
La coiffure réglementaire est le bonnet caractéristique des grenadiers, « l'ourson » en poil d'ours noir, haut de 33 cm. Sur le devant est fixée une plaque de cuivre, avec en relief le motif d'un aigle couronné. Au-dessus, visible à l'arrière, le bonnet est pourvu d'un fond en toile rouge avec une croix en galon blanc jusqu'en 1807, puis d'une grenade également blanche. Sur le côté gauche, une cocarde tricolore et un plumet rouge sont fixés. Un cordon blanc est suspendu à droite, avec une ou deux raquettes, selon les sources, et deux glands sont accrochés sur le sommet devant et sur le côté.